# Cá cờ đuôi quạt
Cá cờ đuôi quạt (tên khoa học: Macropodus ocellatus) hay cá thiên đường đuôi quạt là một loài cá nước ngọt trong họ Cá tai tượng đặc hữu của vùng cận nhiệt và ôn đới Đông Á, nơi chúng được tìm thấy ở Trung Quốc, Nhật Bản và Hàn Quốc. Chúng cũng phân bố ở lưu vực Sông Amur của Nga, theo một số khảo sát.

## Mô tả

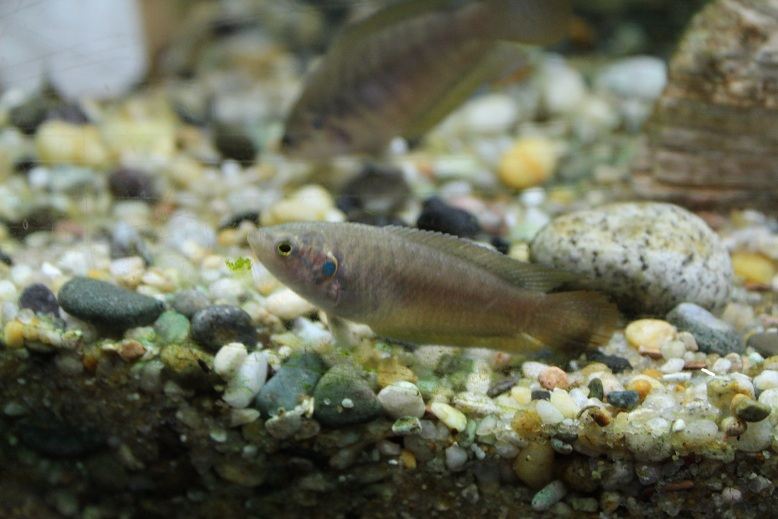
Một con cá cờ đuôi quạt cái

Loài này phát triển chiều dài trung bình đến 6,2 xentimét (2,4 in), thân dưới chủ yếu có màu đen, thân trên có nhiều vân trắng đen xen kẽ từ miệng đến quá vây ngực. Nắp mang có một đốm xanh lớn, có một sọc đen lớn chạy từ môi trên đến bên dưới đốm mang. Điểm khác biệt lớn nhất và cũng là đặc trưng của loài này so với các loài còn lại trong chi Macropodus là việc đuôi chúng không chia làm hai thùy mà bo tròn hình quạt. Đuôi và vây lưng, vây hậu môn có màu đỏ với rất nhiều vạch và chấm lớn màu trắng ánh xanh dương, viền vây ánh xanh.

## Hành vi và chế độ ăn uống
Tương tự như các họ hàng của nó trong chi Macropodus, loài này có tính lãnh thổ cao, chúng rất hiếu chiến, nhất là trong mùa sinh sản. Chúng cũng có tập tính sinh sản đặc trưng của họ Cá tai tượng là làm tổ bọt và ép trứng. Con đực sẽ giữ nhiệm vụ chăm sóc trứng và con non sau khi chúng nở.
Trong môi trường tự nhiên, chúng là loài săn mồi với thức ăn là côn trùng, động vật không xương sống. Trong môi trường nuôi nhốt, chúng chấp nhận hầu như mọi loại thức ăn, tuy nhiên chúng rất chuộng một chế độ ăn uống hợp lý giàu protein.

## Môi trường sống
Cá cờ đuôi quạt sinh sống ở nhiều loại môi trường nước ngọt trong khu vực sống. Loài này thích nghi tốt với thời tiết lạnh trong những tháng mùa đông của vùng ôn đới phía bắc, chúng thậm chí vẫn có thể hoạt động bên dưới mặt nước đã đóng băng. Giống như các loài trong họ Cá tai tượng, cá cờ đuôi quạt cũng có mê lộ trong mang của chúng, giúp chúng có thể sống được ở nơi nước đục và nghèo oxy hoà tan nhờ khả năng lấy oxy trực tiếp từ không khí.

## Giá trị sử dụng
Loài cá được nuôi làm cảnh, không có giá trị trong ngư nghiệp và chăn nuôi.
Cá cờ đuôi quạt cũng được dùng để giải trí bằng cách cho cá đực chọi nhau như cá cờ sọc.